# Czarnia (gemeente Czarnia)
Czarnia is een dorp in het Poolse woiwodschap mazowieckie, in het district Ostrołęcki. De plaats maakt deel uit van de gemeente Czarnia.